# دیان گووداریتسا
دیان گووداریتسا (صربی: Dejan Govedarica؛ زادهٔ ۲ اکتبر ۱۹۶۹) بازیکن سابق و مربی فوتبال اهل صربستان است.
از باشگاه‌هایی که در آن بازی کرده‌است می‌توان به باشگاه فوتبال والویک، باشگاه فوتبال ولندام، باشگاه فوتبال لچه، باشگاه فوتبال وویوودینا، و باشگاه فوتبال ان‌ئی‌سی نایمخن اشاره کرد.
وی همچنین در تیم ملی فوتبال صربستان و مونته‌نگرو بازی کرده‌است.